# List box

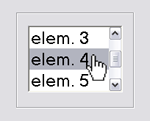
Esempio di list box con barra di scorrimento verticale

In informatica, una list box (in italiano casella di riepilogo - poco usato) è un controllo grafico (widget) che permette all'utente di selezionare uno o più elementi da una lista.
In caso sia presente un numero elevato di elementi nella lista, per evitare di occupare una quantità eccessiva di spazio sullo schermo, viene mostrata una barra di scorrimento verticale che permette lo scorrimento dell'intera lista.
Alcune implementazioni possono prevedere la selezione multipla di elementi, la selezione esclusiva degli elementi, la deselezione di elementi già selezionati, riordinamento della lista.

## Esempio HTML
```
<!DOCTYPE html>

<
html
>

  
<
head
>

    
<
title
>
Esempio di casella di riepilogo
</
title
>

  
</
head
>

  
<
body
>

    Nome cliente:
<
input
 
type
=
"text"
 
placeholder
=
"Immettere il nome del cliente"
 
/>

    
<
br
/>

    
<
br
/>

    
<
select
 
name
=
"Auto"
 
size
=
"5"
>

      
<
option
 
value
=
"Merceders"
>
Merceders
</
option
>

      
<
option
 
value
=
"BMW"
>
BMW
</
option
>

      
<
option
 
value
=
"Jaguar"
>
Jaguar
</
option
>

      
<
option
 
value
=
"Lamborghini"
>
Lamborghini
</
option
>

      
<
option
 
value
=
"Ferrari"
>
Ferrari
</
option
>

      
<
option
 
value
=
"Ford"
>
Ford
</
option
>

    
</
select
>

  
</
body
>

</
html
>

```